# Proteinase K
Proteinase K (còn gọi là protease K hay endopeptidase K) EC 3.4.21.64 là một serine protease phổ rộng. Enzyme này đã được phát hiện vào năm 1974 qua việc chiết xuất nấm Engyodontium album (tên cũ Tritirachium album). Proteinase K có thể tiêu hoá keratin tự nhiên (tóc), do đó nó có tên "Proteinase K".